# Ceres Futebol Clube
Ceres Futebol Clube é uma agremiação esportiva da cidade do Rio de Janeiro, fundada  10 de julho de 1933.

## História

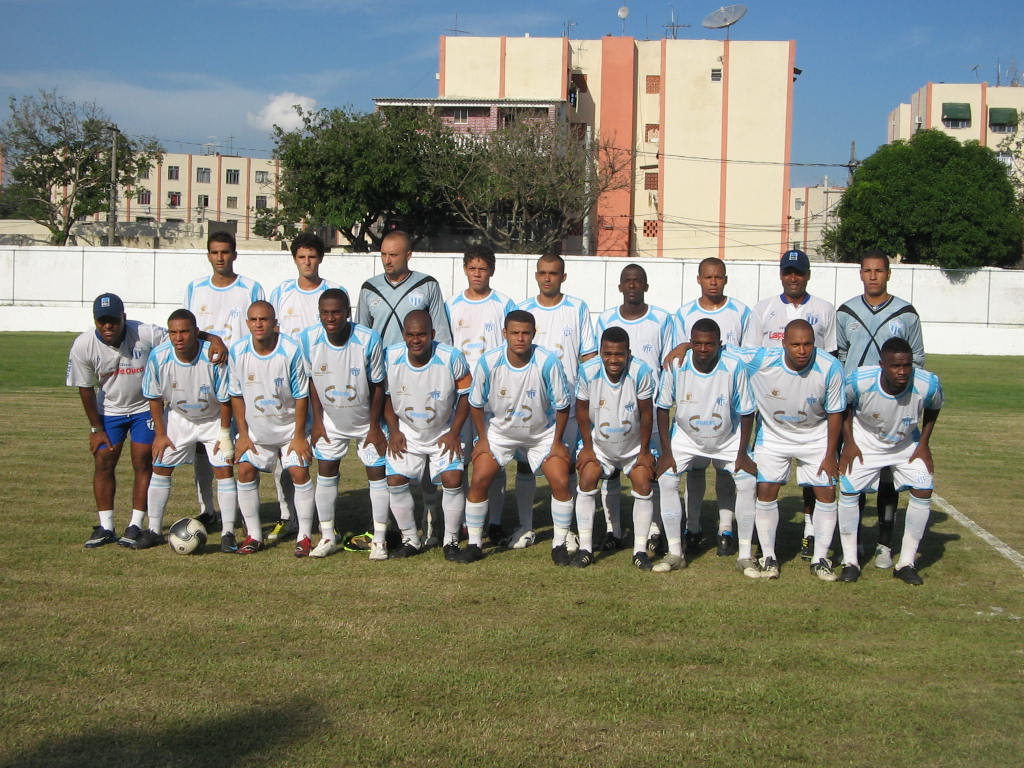
Equipe profissional do Ceres em 2010. Foto de Paulo Roberto Rodrigues

Foi fundado por marinheiros do 1º Distrito Naval, que moravam na Rua Ceres, no bairro de Bangu. Nas primeiras décadas de sua história, participa apenas de jogos e competições amistosas do futebol amador carioca. O certame mais notável que o clube participa neste período é o Torneio Octacilio Rezende, em 1948, organizado pelo jornal A Manhã.
Em competições oficiais, participa inicialmente do Departamento de Futebol Amador da Capital, campeonato de clubes amadores da cidade do Rio de Janeiro promovido pela FFERJ, sagrando-se campeão em 1985, ano de sua estreia. Em 1986, não repetiu o bom desempenho e foi eliminado na primeira fase, ao ficar na terceira colocação de sua chave. Em 1987, volta a fazer uma excelente campanha, sendo eliminado nas semifinais pelo campeão daquele ano, o Confiança.

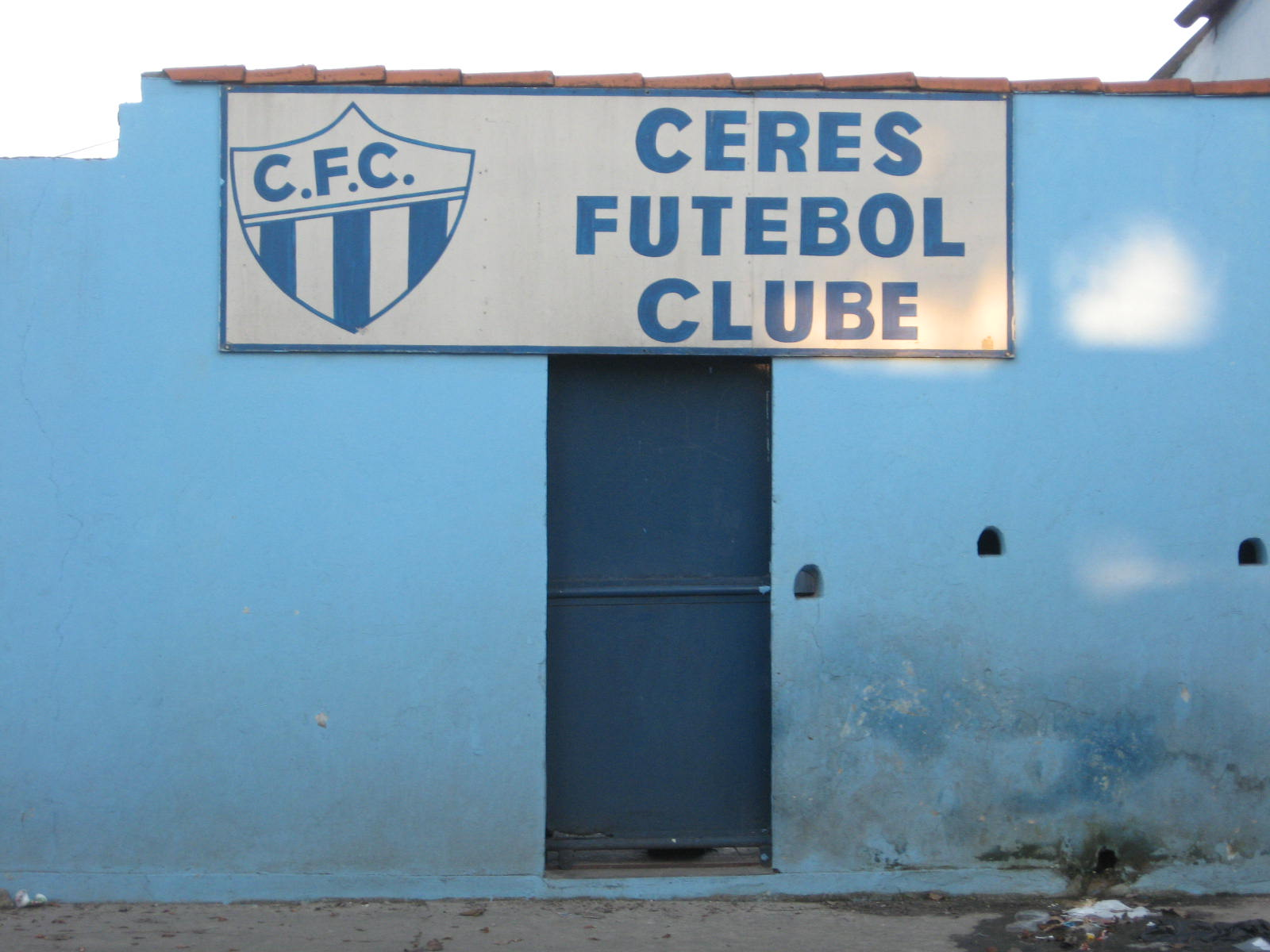
Sede do Ceres Futebol Clube

Estreia no profissionalismo em 1988 na Terceira Divisão de Profissionais. Fica na primeira fase em quarto lugar no seu grupo e é eliminado da fase final. Em 1989, se classifica em segundo na primeira fase e quase chega à final do campeonato, quando fica em segundo na sua chave.
A glória advém em 1990, quando se sagra campeão da Terceira Divisão, o título mais representativo da sua história. Contudo, em 1991, o Ceres, que deveria ser promovido à antiga Segunda Divisão, que viraria nesse ano Módulo "B" da Primeira, é simplesmente remanejado juntamente com os outros times de seu módulo para uma Segunda Divisão que, na verdade, representa o terceiro nível do futebol estadual. Fica em quinto lugar na classificação geral.

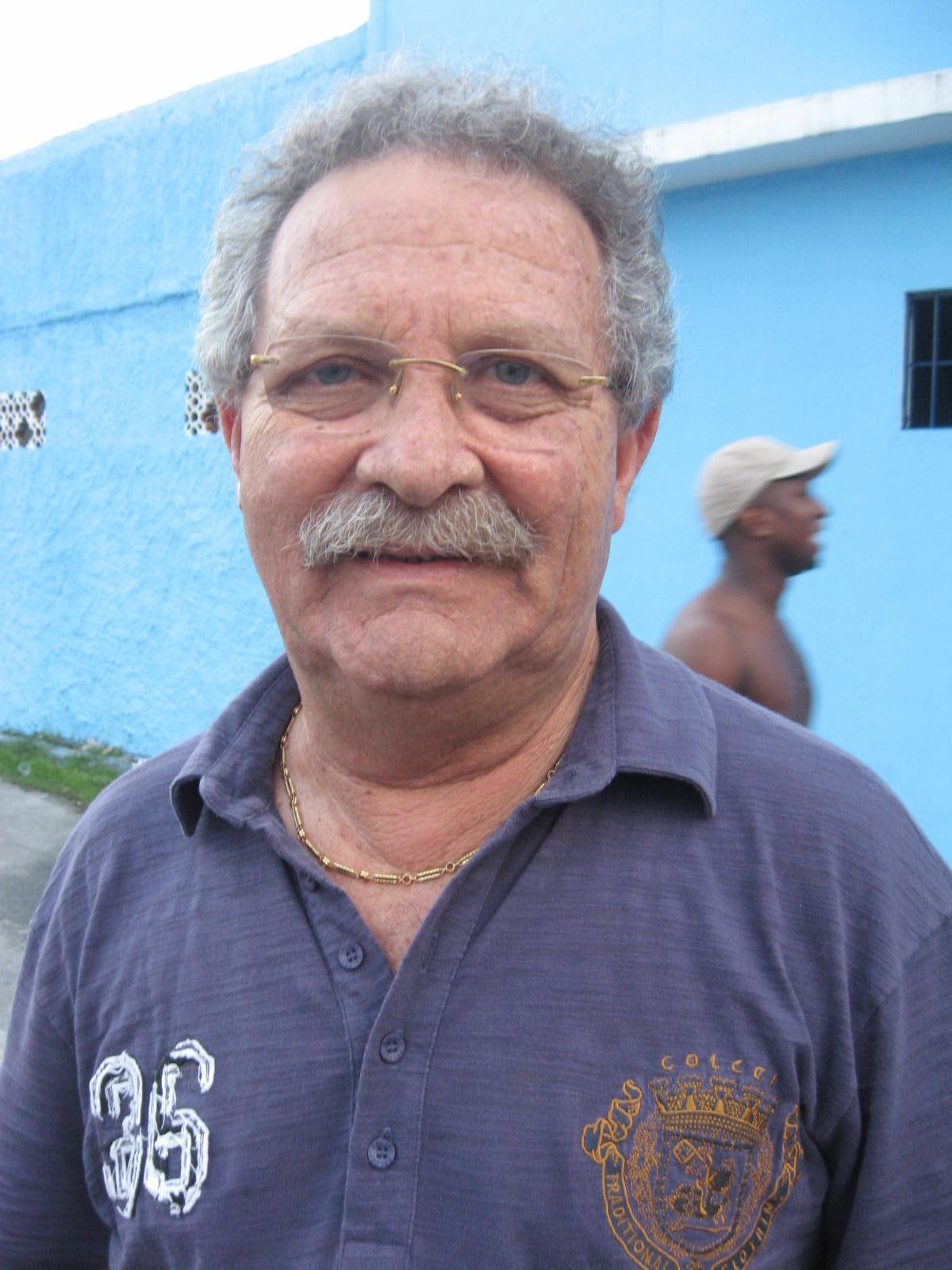
O ex-deputado estadual e ex-presidente da agremiação Coronel Jairo

Em 1992, no mesmo módulo, fica em quinto lugar na fase inicial, não alcançando a seguinte. Em 1993, é apenas o oitavo em sua chave, repetindo uma campanha ruim. Em 1994, apenas o sétimo na fase inicial em seu grupo. No ano seguinte, é o segundo colocado em sua chave na primeira fase, terminando o campeonato em quarto no hexagonal final.
Em 1996, participa da Divisão Intermediária, que continua sendo na prática uma Terceira Divisão. Perde a final do primeiro turno para o Real Esporte Clube, de Angra dos Reis. No segundo turno, fica apenas com a terceira colocação, sendo eliminado da final.

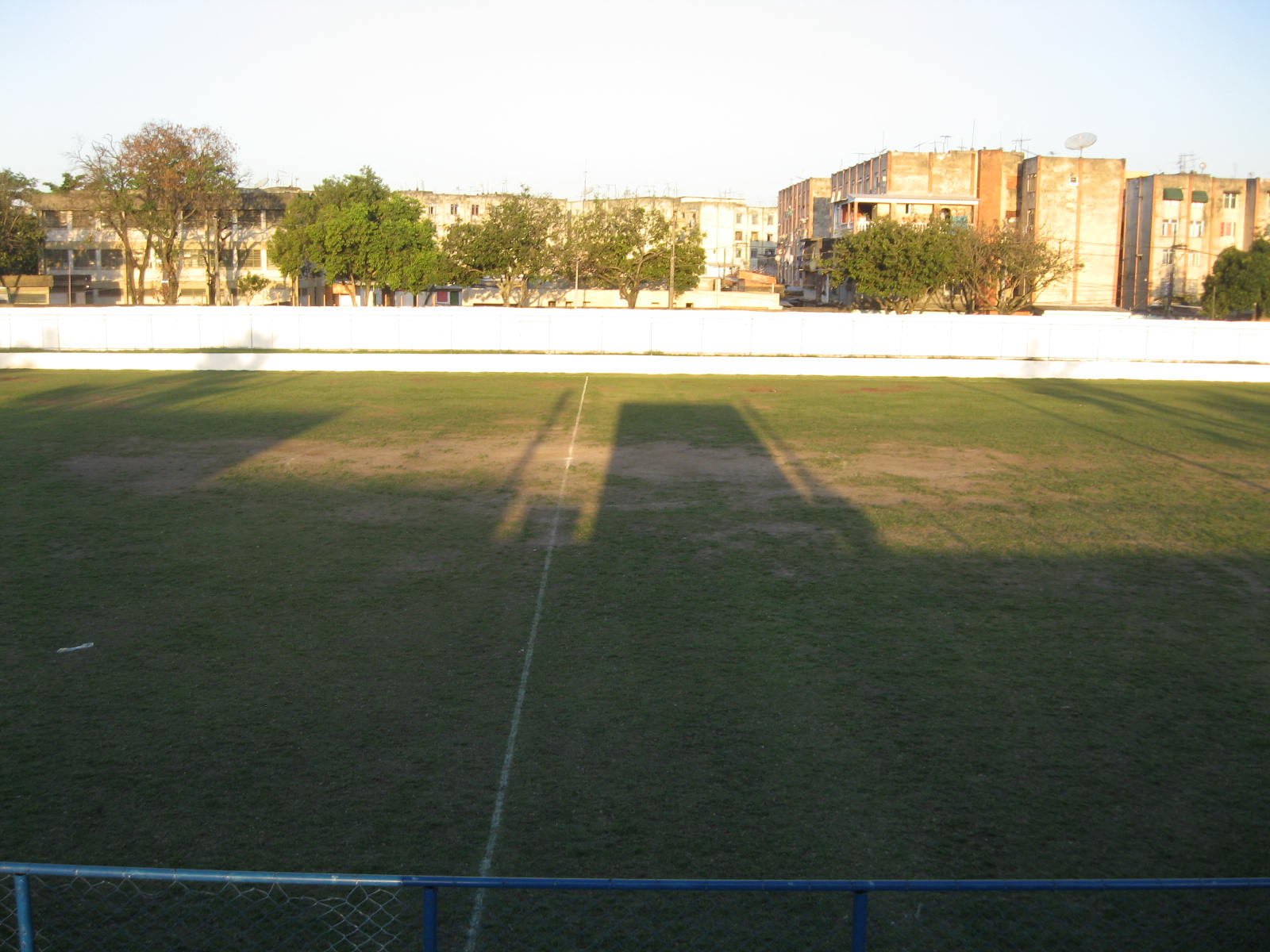
Estádio João Francisco dos Santos, capacidade para 5000 pessoas

Em 1997, é convidado a integrar a verdadeira Segunda Divisão de Profissionais, a que daria acesso à Primeira, composta pelos clubes da elite. Após ser campeão do primeiro turno da segunda fase, classifica-se para a final da competição, perdendo o título para o Friburguense, obtendo então seu melhor resultado na 2ª Divisão de Profissionais, o vice-campeonato. Em 1998, é eliminado na primeira fase, ficando em quarto na sua chave. No ano seguinte, a campanha é muito semelhante. A agremiação fica em terceiro, não prosseguindo na competição.
Em 2000, fica em segundo em sua chave na primeira fase, se classificando. Na fase seguinte, termina em sétimo na sua chave e sai da disputa final. Em 2001, é o segundo colocado no seu grupo na fase inicial. Na fase posterior, acaba em quinto lugar e é eliminado novamente.

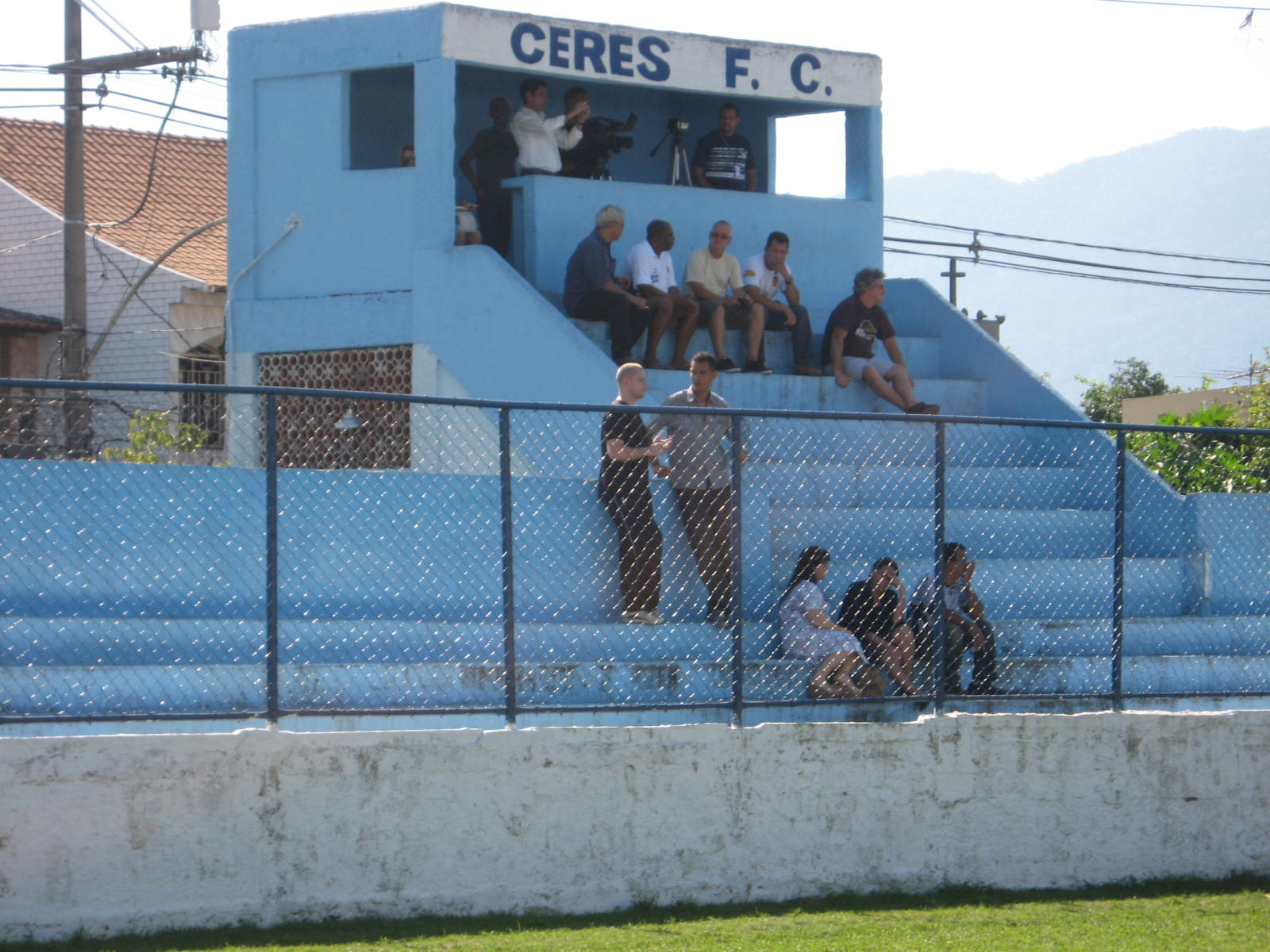
Vista das arquibancadas do estádio

Em 2002, o azul-celeste da Zona Oeste termina como líder em seu grupo na fase inicial, se classificando. Na seguinte, fica em terceiro e acaba eliminado, visto que apenas os dois primeiros lograram classificação.
Em 2003, acaba em terceiro na sua chave e é eliminado logo na primeira fase da competição. Em 2004, é sétimo apenas. No ano posterior é sexto e posteriormente disputa a Copa Record Rio, surpreendendo e ficando e terceiro, após se classificar em primeiro na sua chave. Em 2006, termina a primeira fase em quarto e também acaba eliminado. Em 2007, o clube licenciou-se e não disputou o Campeonato Carioca da Segunda Divisão, retornando à disputa no ano de 2008.
Em 2008, é quase rebaixado para a Terceira Divisão. Acaba em último lugar na sua chave na primeira fase e é obrigado a disputar uma espécie de torneio da morte ou de descenso com mais três equipes, no qual duas se salvariam e duas cairiam. O Ceres termina em primeiro e se livra do rebaixamento.
Em 2009, não disputou a Segunda Divisão de Juniores, sendo eliminado da disputa Profissional. O clube alega que teria pedido licença à FFERJ, podendo retornar à mesma divisão em 2010, ano em que termina apenas na 11ª colocação.
Em 2011 classifica-se como líder do seu grupo na Primeira Fase da Série B, mas faz uma campanha abaixo do esperado na Segunda Fase e termina na 8ª posição. Em 2012 faz novamente uma bela campanha, indo à segunda fase e terminando na 6ª colocação.
Em 2013, o Ceres faz uma excelente campanha, classificando-se para a semifinal da recém-criada Taça Corcovado, porém perde 12 pontos por escalação irregular de jogadores e é eliminado da competição, terminando na 16ª posição. Neste mesmo ano, faz sua estreia na Copa Rio e se classifica para a segunda fase, mas acaba sendo eliminado novamente por perda de pontos devido a irregularidades na escalação, ficando em último lugar.
Em 2014, o Ceres sofre pela terceira vez consecutiva a perda de pontos devido a escalação de jogadores irregulares e fica na 9ª colocação. Em nova participação na Copa Rio, não fez boa campanha, sendo eliminado na primeira fase e terminando na 11ª posição.
Em 2015, faz um campeonato um tanto tímido, ficando apenas na 14ª colocação.
Em 2016 o clube vive o seu inferno astral: o primeiro rebaixamento da história, caindo para a terceira divisão. No ano seguinte volta a fazer uma campanha deficitária e novamente é rebaixado, desta vez para a recém-criada quarta divisão. 
Em 2018 faz uma boa campanha na Série C, porém é eliminado nas quartas de final da competição, não conseguindo o acesso.
Em 2019, o Ceres faz uma excelente campanha, sagrando-se campeão estadual da Série C, conseguindo assim o acesso para a Série B2 de 2020. A conquista também garantiria o clube na disputa de sua terceira Copa Rio, porém a competição foi cancelada devido à pandemia de COVID-19.
Em 2020, o Ceres começa fazendo uma campanha ruim no 1º turno, ficando inclusive na zona do rebaixamento à Série C. Porém, no segundo turno faz uma excelente campanha chegando até a final, onde foi derrotado pelo Pérolas Negras, não conseguindo o acesso para a Série B1. Sendo assim, o clube foi sistematicamente rebaixado, já que a FFERJ criou uma nova divisão (Série A2) entre a Série A e a Série B1, sendo a Série B2 relegada ao quarto nível do futebol carioca.
O Ceres revelou grandes jogadores nacionais. Em destaque, o atacante Eduardo da Silva, que começou no Ceres, se naturalizou croata e, no Brasil,  já defendeu o Flamengo e o Atlético-PR. Também pode-se citar o grande meio-campista Ademir da Guia, que jogou nas categorias de base do clube antes de migrar para o Bangu e depois destacar-se, em nível nacional, pelo Palmeiras.
Suas cores oficiais são o azul-celeste e o branco. Manda seus jogos no Estádio João Francisco dos Santos, com capacidade para 3 mil pessoas.

## Estatísticas do Clube (Desde 1988)
| Ano   | Competição               | Vitórias | Empates | Derrotas |
| ----- | ------------------------ | -------- | ------- | -------- |
| 1988  | Terceira Divisão Carioca | 2        | 0       | 4        |
| 1989  | Terceira Divisão Carioca | 8        | 10      | 2        |
| 1990  | Terceira Divisão Carioca | 12       | 6       | 7        |
| 1991  | Terceira Divisão Carioca | 6        | 11      | 7        |
| 1992  | Terceira Divisão Carioca | 2        | 6       | 4        |
| 1993  | Terceira Divisão Carioca | 3        | 7       | 8        |
| 1994  | Terceira Divisão Carioca | 7        | 1       | 10       |
| 1995  | Terceira Divisão Carioca | 9        | 7       | 4        |
| 1996  | Terceira Divisão Carioca | 9        | 8       | 2        |
| 1997  | Segunda Divisão Carioca  | 9        | 10      | 9        |
| 1998  | Segunda Divisão Carioca  | 1        | 3       | 4        |
| 1999  | Segunda Divisão Carioca  | 4        | 3       | 3        |
| 2000  | Segunda Divisão Carioca  | 4        | 6       | 9        |
| 2001  | Segunda Divisão Carioca  | 5        | 9       | 7        |
| 2002  | Segunda Divisão Carioca  | 9        | 4       | 4        |
| 2003  | Segunda Divisão Carioca  | 6        | 4       | 4        |
| 2004  | Segunda Divisão Carioca  | 3        | 1       | 14       |
| 2005  | Segunda Divisão Carioca  | 3        | 3       | 6        |
| 2005  | Copa Record Rio          | 2        | 2       | 2        |
| 2006  | Segunda Divisão Carioca  | 8        | 0       | 6        |
| 2008  | Segunda Divisão Carioca  | 4        | 8       | 6        |
| 2010  | Segunda Divisão Carioca  | 7        | 2       | 7        |
| 2011  | Segunda Divisão Carioca  | 18       | 8       | 14       |
| 2012  | Segunda Divisão Carioca  | 21       | 9       | 12       |
| 2013  | Segunda Divisão Carioca  | 8        | 5       | 5        |
| 2013  | Copa Rio                 | 3        | 4       | 1        |
| 2014  | Segunda Divisão Carioca  | 8        | 6       | 2        |
| 2014  | Copa Rio                 | 2        | 2       | 2        |
| 2015  | Segunda Divisão Carioca  | 6        | 6       | 5        |
| 2016  | Segunda Divisão Carioca  | 2        | 1       | 14       |
| 2017  | Terceira Divisão Carioca | 3        | 1       | 7        |
| 2018  | Quarta Divisão Carioca   | 4        | 4       | 2        |
| 2019  | Quarta Divisão Carioca   | 6        | 6       | 2        |
| 2020  | Terceira Divisão Carioca | 7        | 4       | 6        |
| 2021  | Quarta Divisão Carioca   |          |         |          |
| Total | 584 jogos                | 211      | 168     | 197      |

## Títulos
| ESTADUAIS  | ESTADUAIS                                                      | ESTADUAIS | ESTADUAIS  |
| Competição | Competição                                                     | Títulos   | Temporadas |
| ---------- | -------------------------------------------------------------- | --------- | ---------- |
|            | Campeonato Carioca - 3.ª divisão                               | 1         | 1990       |
|            | Campeonato Carioca - 4.ª divisão                               | 1         | 2019       |
|            | Campeonato Carioca - Amador da Capital (Departamento Autônomo) | 1         | 1985       |

### Outros títulos e campanhas de destaque
- Vice-campeão Carioca da Segunda Divisão

(1997)
- 3º colocado na Copa Record Rio

(2005)
- 3º colocado da Terceira Divisão

(1996)
- Vice-campeão da Taça Waldir Amaral

(2020)
- Vice-campeão da Série "Folha Carioca" do Torneio Octacilio Rezende[3]

(1948)
- Campeão Carioca da Terceira Divisão (Sub-20)

(1994)
- Campeão Carioca da Quarta Divisão (Sub-20)

(2019)
- Campeão Carioca - Amador da Capital (Sub-20)

(1987, 2001)
- Vice-campeão Carioca - Amador da Capital (Sub-20)

(1986)
- Campeão Estadual da Divisão B da categoria de Juniores;

(1993)
- Vice-campeão Estadual da categoria de Masters;

(1993)
- Campeão Estadual da categoria de Supermasters;

(1994)

## Participações
|  | Participações em 2020 |

| Competição           | Temporadas | Melhor campanha     | Estreia | Última | P | R |
| Carioca - 2ª Divisão | 18         | Vice-Campeão (1997) | 1997    | 2016   | – | 1 |
| Copa Rio             | 2          | 11º colocado (2014) | 2013    | 2014   |   |   |
| Copa Record Rio      | 1          | 3º colocado (2005)  | 2005    | 2005   |   |   |
| Carioca - 3ª Divisão | 11         | Campeão (1990)      | 1988    | 2020   | 2 | 1 |
| Carioca - 4ª Divisão | 3          | Campeão (2019)      | 2018    | 2021   | 1 |   |
| Amador da Capital    | 3          | Campeão (1985)      | 1985    | 1987   |   |   |

## Torcidas Organizadas
- Garra Azul Celeste - Fundada em 05 de março de 2007
- Trovão Azul Celeste - Fundada em 17 de outubro de 2014

## Fonte
- VIANA, Eduardo. Implantação do futebol Profissional no Estado do Rio de Janeiro. Rio de Janeiro: Editora Cátedra, s/d.